# Emma Navarro
Emma Navarro, född den 18 maj 2001 i New York, är en amerikansk professionell tennisspelare.

## Karriär
Navarro har spelat professionell tennis sedan 2015. Hennes främsta merit hittills (juni 2025) är att hon i US Open tog sig till semifinal år 2024. Hon har även nått kvartsfinal i både Wimbledon och Australian Open.